# Salpida
Salpida is een orde van in zee levende manteldieren, behorend tot de klasse Thaliacea.

## Taxonomie
- Familie Salpidae
  - Geslacht Brooksia
  - Geslacht Cyclosalpa
  - Geslacht Helicosalpa
  - Geslacht Iasis
  - Geslacht Ihlea - Metcalf, 1919
  - Geslacht Metcalfina
  - Geslacht Pegea Savigny, 1816
  - Geslacht Ritteriella
  - Geslacht Salpa - Forskål, 1775
  - Geslacht Soestia
  - Geslacht Thalia
  - Geslacht Thetys Tilesius, 1802
  - Geslacht Traustedtia